# كين كيلي (لاعب دوري الرغبي)
كين كيلي (بالإنجليزية: Ken Kelly)‏ هو لاعب دوري الرغبي بريطاني، ولد في 1952.